# さいたま市立八王子中学校
さいたま市立八王子中学校（さいたましりつ はちおうじちゅうがっこう）は、埼玉県さいたま市中央区にある公立中学校。

## 沿革
- 1986年（昭和61年）4月1日 - 与野市立八王子中学校開校。
- 2001年（平成13年）5月1日 - さいたま市誕生に伴い、校名をさいたま市立八王子中学校に改称。

## アクセス
- JR埼京線与野本町駅から徒歩24分。

## 著名な出身者
- 小林亮（サッカー選手）
- 松田美咲（テニス選手）